# Zinna
Zinna là một đô thị trong huyện of Nordsachsen, bang tự do Sachsen, nước Đức. Đô thị Doberschütz có diện tích 12,2 km², dân số thời điểm ngày 31 tháng 12 năm 2006 là 1658 người. 